# Max Brown
Max Barnaby Brown es un actor y modelo británico, conocido por haber interpretado a Liam en la película Turistas, a Danny Hartston en la serie Grange Hill, a Edward Seymour en la serie The Tudors, a Dimitri Levendis en Spooks y a Evan Marks en la serie Beauty & the Beast.

## Biografía
Max creció en Shrewsbury, su padre es un funcionario público y su madre una gobernadora en el apoyo a la obra de caridad Home Start. 
Tiene una hermana mayor, Chloe y una menor, Phoebe Brown. Es muy buen amigo de la actriz Olivia Wilde.
Después de salir durante cinco años Max se casó con la actriz Pollyanna Rose el 18 de diciembre de 2005, pero la pareja se divorció el 15 de mayo de 2008. En abril de 2009 comenzó a salir con Annabelle Horsey, una exmodelo de Sherborne; la pareja se comprometió en 2011 y se casaron el 14 de julio de 2012. Tienen una hija: Lyla Primrose Brown (13 de mayo de 2013). El 22 de diciembre de 2016 anunció que estaban esperando a su segundo bebé, un hijo a quien le dieron la bienvenida más tarde.

## Carrera
Desde 2001 hasta 2002 interpretó al estudiante Danny Hartston en la serie Grange Hill. De 2002 a 2004 dio vida a Kristian Hargreaves en la serie Hollyoaks. En 2008 se unió a la serie estadounidense The Tudors, donde interpretó a Edward Seymour hasta el final de la serie en 2010. También en 2008 interpretó a Sam Grey en la serie Mistresses.
En 2010 interpretó a Adam Wainwright en la serie de crimen y drama Foyle's War. Ese mismo año se unió a la novena temporada de la serie de espías Spooks, donde interpretó a Dimitri Levendis hasta el final de la serie el 23 de octubre de 2011. En 2012 se unió al elenco de la serie Beauty & the Beast, donde interpretó al doctor Evan Marks hasta el episodio 18 de la primera temporada. En 2014 se anunció que Max se había unido al elenco principal de la nueva serie de drama-aventura Hieroglyph, donde interpretaría a Ambrose; la serie se estrenaría en 2015; sin embargo, a finales de junio de 2014, la cadena Fox anunció que había decidido cancelar la serie sin que esta fuera estrenada. En marzo de 2016 apareció en la serie That Good Night, donde interpretó a Michael. Ese mismo año apareció como invitado en la serie Agent Carter, donde dio vida a Michael Carter. En junio del mismo año se anunció que Max se había unido al elenco principal de la tercera temporada de la serie The Royals, donde dará vida al príncipe Robert Henstridge.

## Filmografía

### Series de televisión
| Año             | Título                           | Personaje                  | Notas                                      |
| --------------- | -------------------------------- | -------------------------- | ------------------------------------------ |
| 2023            | Nolly                            | Michael Summerton          | 3 episodios                                |
| 2016-2018       | The Royals                       | Príncipe Robert Henstridge | 10 episodios                               |
| 2016            | That Good Night                  | Michael                    | -                                          |
| 2016            | Agent Carter                     | Michael Carter             | 2 episodios                                |
| 2012-2013, 2016 | Beauty & the Beast               | Dr. Evan Marks             | 19 episodios                               |
| 2015            | Sleepy Hollow                    | Orion                      | episodio "Paradise Lost"                   |
| 2015            | You, Me and the End of the World | Doctor Samuel              | 3 episodios                                |
| 2015            | Hieroglyph                       | Ambrose                    | -                                          |
| 2010-2011       | Spooks                           | Dimitri Levendis           | 14 episodios                               |
| 2008-2010       | The Tudors                       | Edward Seymour             | 21 episodios                               |
| 2010            | Foyle's War                      | Adam Wainwright            | 3 episodios                                |
| 2008            | Mistresses                       | Sam Grey                   | 8 episodios                                |
| 2006            | Heartbeat                        | Pete Grimshaw              | episodio "Give Peace a Chance"             |
| 2005            | Casualty                         | Simon Broughton            | episodio "Brief Encounters"                |
| 2005            | Doctors                          | Kenny Parks                | episodio "Is There a Doctor in the House?" |
| 2005            | Down to Earth                    | Leon                       | episodio "Tall Tales"                      |
| 2002-2004       | Hollyoaks                        | Kristian Hargreaves        | tv serie                                   |
| 2001-2002       | Crossroads                       | Mark Russell               | 5 episodios                                |
| 2001-2002       | Grange Hill                      | Danny Hartston             | 36 episodios                               |

### Películas
| Año  | Título            | Personaje     | Notas |
| ---- | ----------------- | ------------- | --- |
| 2019 | Downton Abbey     |               | junto a Hugh Bonneville, Laura Carmichael, Michelle Dockery, Joanne Froggattm Elizabeth McGovern, Maggie Smith y Penelope Wilton |
| 2012 | Love Tomorrow     | Dominic       | junto a Samuel Barnett |
| 2012 | Motorcycle Sweden | -             | corto - junto a Cosmo Jarvis, Guy Kent & Philip McGinley                                                                         |
| 2012 | Departure Date    | Kyle          | junto a Nicky Whelan, Ben Feldman, Janeane Garofalo, Luis Guzmán & Philip Baker Hall                                             |
| 2011 | Flutter           | Wagner        | junto a Joe Anderson, Luke Evans & Billy Zane                                                                                    |
| 2009 | Act of God        | Richard Short | junto a David Suchet & Jenny Agutter                                                                                             |
| 2008 | Daylight Robbery  | Doctor        | - |
| 2006 | Turistas          | Liam          | junto a Josh Duhamel, Melissa George & Beau Garrett                                                                              |
| 2006 | True True Lie     | Chad          | junto a Jaime King |
| 2002 | Fallen Angels     | Brad          | - |